# Êider-edredão
Nota linguística: A grafia eider é bastante frequente, mas está, no entanto, errada (cf. Portal da Língua Portuguesa). As palavras graves terminadas em -er, tais como revólver ou póster/pôster carecem de acento gráfico.

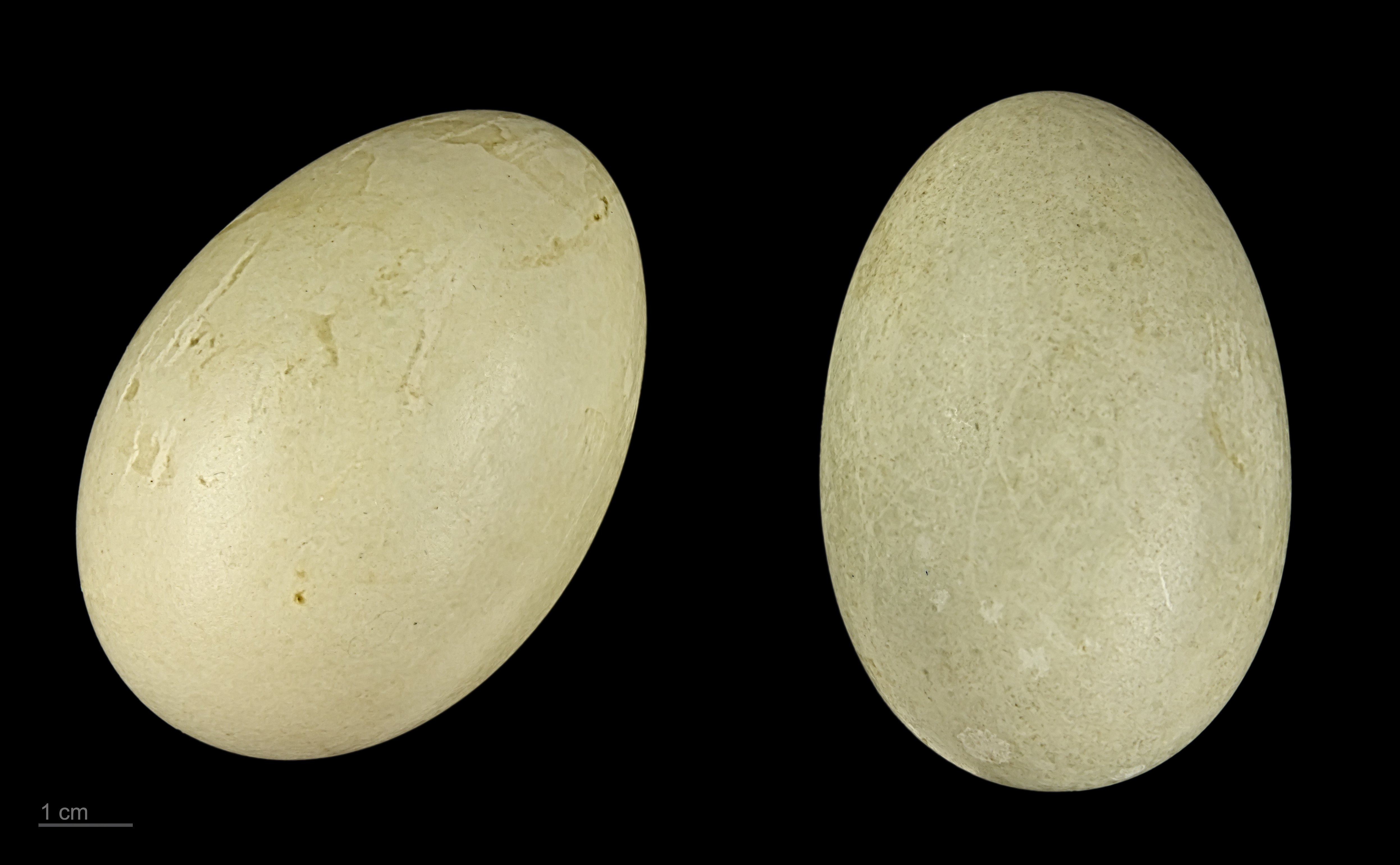
Somateria mollissima - MHNT

O Somateria mollissima, comummente conhecido como êider-edredão, é um pato das zonas costeiras do hemisfério Norte, pertencente à ordem dos anseriformes. 

## Nomes comuns
Além de «êider-edredão», dá ainda pelos seguintes nomes comuns: êider-grande ou só êider (não confundir com as outras espécies do género Somateria, que também dão por este nome comum).

### Etimologia
Do que toca ao nome científico:
- O nome genérico, Somateria, trata-se de um neologismo, proposto pelo zoólogo William Leach, consistindo numa aglutinação dos étimos gregos clássicos σῶμα (somat), que significa «corpo»[4], e ἔριον (erion), que significa «lã».[5]
- O epíteto específico, mollissima, provém do latim clássico, tratando-se de uma inflexão da palavra mollissimus, que significa «o mais mole; molíssimo».[6]

Do que toca ao nome comum, «êider», este chega ao português por via do francês «eider», que por seu turno o recebeu do islandês «aedur» ou «oedr», sendo que todas elas se reportam ao mesmo tipo de aves do género Somateria. 
O sufixo «-edredão», prende-se com a finalidade comercial das penas desta ave, muito usadas para servir de enchimento a almofadas e edredões.

## Descrição
O macho, com a sua característica plumagem preta e branca, é facilmente identificável. A fêmea é acastanhada.
Este pato tem uma distribuição holárctica, nidificando nas zonas costeiras a norte do paralelo 55º, nomeadamente na Europa, na Gronelândia, no Canadá, no Alasca e na Sibéria. As populações europeias são parcialmente migradoras, mas não costumam invernar para sul de França, sendo a ocorrência desta espécie em Portugal claramente excepcional.